# Sommet de l'OTAN de 2008
Pour un article plus général, voir Sommet de l'Otan.
Le sommet de l'OTAN Bucarest 2008 est le 20e sommet de l'Otan, conférence diplomatique réunissant à Bucarest, en Roumanie, du 2 au 4 avril 2008, les chefs d'État et de gouvernement des pays membres de l'Organisation du traité de l'Atlantique nord.
Le sommet est consacré en priorité à la guerre en Afghanistan. Les demandes d'adhésions de l'Ukraine et de la Géorgie y sont considérées comme essentielles mais reportées,.